# Flygstaden, Eslöv
Flygstaden är ett handelsområde i Eslöv.
Handelsplatsen ägs av Mims Invest och ligger nordost om Bergarondellen vid Eslövs flygplats. Här finns bland annat en Stora Coop. Enligt ägaren omfattar hela området 12 000 kvadratmeter butiksyta.
På andra sidan Östra vägen nära Bergarondellen finns ett äldre handelsområde med Willys och apotek.

## Historik
Berga/Flygstadens användning som handelsområde kan huvudsakligen spåras till Berga lågprismarknad, som öppnade på området 1981. Berga lågpris ägdes av Bengt Hansson som år 1984 även etablerade Sallerups lågprismarknad i södra Eslöv. I december 2010 stängde Berga lågprismarknad och dess tidigare lokaler byggdes om för att inhysa Willys och DocMorris Apotek. Willys öppnade i augusti 2011.
I början av 2010-talet hade planer på att etablera en City Gross på Flygstaden börjat sättas i verket, men det bygget blev dock aldrig av.
År 2017 köptes marken där nya Flygstaden skulle ligga av Mims Invest. Den första etappen var på 5000 kvadratmeter. Senare samma år tecknades kontrakt med Dollarstore, Stora Coop (driven av Coop Kristianstad Blekinge), Jysk och restaurangkedjorna Subway och Linnea & Basilika om att vara med i den första etappen.
Dollarstore var först ut med att öppna den 25 oktober 2018. Jysk öppnade den 13 december 2018. Man stängde samtidigt den affär man haft i centrala Eslöv sedan 1998. Den 7 mars 2019 öppnade Stora Coop sin första etapp.
I februari 2020 meddelades det att Lidl köpt fastigheten mellan Willys och Flygstaden.
Hösten 2021 öppnar Jula på Flygstaden. I mars 2021 meddelades att Elgiganten, Rusta, Jem & Fix, Padel of Sweden och Stadium Outlet skulle öppna innan sommaren 2022.